# 히타치국

히타치 국

히타치국(일본어: 常陸国)는 고대 일본의 지방행정구분이었던 영제국(令制國)의 하나로, 도카이도(東海道)에 속해 있던 옛 구니의 하나다. 지금의 일본 간토 지방 동북부 이바라키현(茨城県)에 해당한다. 조슈(일본어: 常州)라고도 한다.
가즈사국(上総國) ・ 고즈케국(上野國)과 함께, 친왕(親王)이 고쿠시(國司)로서 부임하는 친왕임국(親王任國)이었고, 친왕은 대부분 교토 밖으로는 나오지도 않았기 때문에 고쿠후(國府)의 실질적인 장관은 히타치노스케(常陸介)였다.

## 연혁
히타치 국의 성립에 대해서는 《히타치 국 풍토기(常陸國風土記)》에 따르면 다이카 개신(大化改新)이 이루어진 645년 직후라고 서술하고 있으나, 임신의 난(672년)에서 공을 세운 오토모노 후케이(大伴吹負)가 후세의 히타치노카미(常陸守)와 같은 「상도두(常道頭)」(「히타치常陸」가 아니다)에 임명되었다는 기술이 있는 것으로 보아, '히타치(常陸)'라는 호칭은 7세기 말기에 성립된 것으로 보인다. 또한 《히타치 국 풍토기》 일문(逸文)의 시다군(信太郡)조에 「하쿠치(白雉) 4년(653년)에 모노노베노 가와치(物部河内) ・ 모노노베노 아이즈(物部会津) 등이 청하여 쓰쿠바(筑波) ・ 이바라키(茨城)의 고오리(郡) 700호를 나누어 시다군을 두었다. 이 땅은 원래 히타카미국(日高見國)이다."라고 하는 기술이 있어 영제국 성립 전에는 히타카미 국이었다고 되어 있다.
율령제가 반포되었던 초기의 히타치 국은 다가군(多珂郡)을 편입하여 지금의 이바라키 현의 대부분(서남부 제외)과 후쿠시마현(福島縣) 하마도리(浜通り)의 오쿠마(大熊)에 이르는 광대한 구니였다. 《히타치 국 풍토기》에는 "구지군(久慈郡)과 다가군의 경계인 스케 강(助川)을 도젠(道前)이라 하고, 무쓰 국(陸奧國)의 이와시로군(石城郡) 고마노무라(苦麻村)를 도후(道後)라 부른다."는 기술이 있는데, 스케 강은 지금의 히타치 시(日立市), 고마는 오쿠마에 해당한다. 즉 지금의 후쿠시마 제1원자력 발전소 부근이 히타치와 무쓰의 경계였다는 것이다. 《일본서기(日本書紀)》에는 지토 천황 원년(687년) 3월 을축(1일)에 고구려(보덕국)에서 귀화해 온 56인을 히타치 국에 살게 하면서 땅을 나누어 주고 곡식을 주었다는 기술이 있다.
훗날 무쓰국(陸奧國)이 설치되면서 히타치 국의 북단은 기쿠다군(菊多郡)에 이르렀고, 무쓰 국과의 경계는 지금의 유모토 역(湯本驛) 부근이었다. 나아가 요로(養老) 2년(718년), 기쿠다군이 새로 세워진 이와시로국(石城國)에 편입되고 히타치와 이와시로의 경계(지금의 히라카타平潟 터널 근처)에 기쿠다노타테(菊多関, 훗날의 나코소노타테勿来関)가 세워진다. 이때부터 히타치 국의 범위에는 별다른 변화가 없이, 지금의 이바라키 현 서남부를 제외한 대부분의 이바라키 현 지역을 아우르는 범위로 자리잡았다.
히타치 국은 니이하리군(新治郡), 쓰쿠바군(筑波郡), 시다군(信太郡), 이바라키군(茨城郡), 나메카타군(行方郡), 가시마군(香島郡, 훗날의 가시마군鹿島郡), 나카군(那珂郡), 구지군(久慈郡), 다가군(多珂郡, 훗날의 다가군多賀郡), 시라카베군(白壁郡, 훗날의 마카베군真壁郡), 가와치군(河内郡)으로 구성되어 있었다. 헤이안 시대(平安時代)인 덴죠(天長) 3년(826년) 9월 6일(양력 10월 10일), 히타치 국과 가즈사 국, 고즈케 국 이렇게 세 구니는 반드시 친왕을 카미로 부임하게 한 친왕임국(親王任國)이 되었고, 구니의 등급도 대국(大國)이 되었다. 친왕임국의 카미가 된 친왕은 '태수(太守)'라 칭하고, 관위도 필연적으로 다른 쿠니의 카미(통상 종6위하에서 종5위상)보다 높은 정4위 이상이었다. 이렇게 히타치의 태수로 임명된 친왕으로는 간무 천황(桓武天皇)의 제3황자 가즈라와라 친왕(葛原親王)이나 닌묘 천황의 제3황자였던 도키야스 친왕(時康親王) 등이 있다. 하지만 이들 친왕 태수가 현지에 실제 부임하는 일은 없었으며(요임遙任) 히타치 국의 실질적인 '장관'은 카미 아래의 스케(介)가 맡았다.
율령제가 무너진 헤이안 시대 말기 이후, 장원의 분립이나군의 분할이 진행되었다. 도요토미 히데요시에 의해 실시된 태합검지(太閤檢地) 때에 세분화된군과 장을 재편성하여 고대군의 복원을 꾀했지만, 그 영역은 고대의 것과는 상당한 차이가 있었다. 메이지 정부에 의한 또 한 번의 재편을 거쳐 제2차 세계 대전 이후 현대까지 이어지는 이바라키현내의 군의 구분과 그 영역은, 이 태합검지 때에 재편된 것을 기초로 한다.

### 근대 이후의 히타치
- 《구고구령취토장(舊高舊領取調帳)》에 기재된 메이지(明治) 초년의 시점에서의 구니 내의 지배는 다음과 같다. 굵은 글씨는 해당군내에 번청이 소재한 것이며, 구니의 이름이 있는 것은 비지령(飛地領)이다.
  - 니이하리군 - 막부령 ・ 하타모토령(旗本領) ・ 쓰치우라 번(土浦藩) ・ 시즈쿠 번(志筑藩) ・ 후츄 번(府中藩) ・ 미토 번(水戶藩) ・ 야타베 번(谷田部藩) ・ 우시쿠 번(牛久藩) ・ 무사시 이와쓰키 번(武蔵岩槻藩)
  - 마카베군 - 막부령 ・ 하타모토령 ・ 시모다테 번(下館藩) ・ 가사마 번(笠間藩) ・ 데와 나가토로 번(出羽長瀞藩) ・ 시모우사 유우키 번(下総結城藩) ・ 시모우사 사쿠라 번(佐倉藩) ・ 야마시로 요도 번(山城淀藩) ・ 단고 미네야마 번(丹後峰山藩)
  - 쓰쿠바군 - 막부령 ・ 하타모토령 ・ 야타베 번 ・ 쓰치우라 번 ・ 무쓰 센다이 번(陸奧仙台藩) ・ 고즈케 마에바시 번(上野前橋藩) ・ 시모우사 세키야도 번(関宿藩) ・ 시모우사 사쿠라 번
  - 가와치군 - 막부령 ・ 하타모토령 ・ 우시쿠 번 ・ 야타베 번 ・ 무쓰 센다이 번 ・ 고즈케 마에바시 번
  - 시다군 - 막부령 ・ 하타모토령 ・ 요리키큐지(與力給地) ・ 쓰치우라 번 ・ 우시쿠 번 ・ 무쓰 센다이 번 ・ 시모우사 세키야도 번
  - 이바라키군 - 막부령 ・ 하타모토령 ・ 미토 번 ・ 가사마 번 ・ 시시도 번(宍戶藩) ・ 쓰치우라 번 ・ 후츄 번 ・ 아소 번(麻生藩) ・ 무쓰 모리야마 번(守山藩)
  - 나메카타군 - 막부령 ・ 하타모토령 ・ 아소 번 ・ 미토 번 ・ 후츄 번 ・ 무쓰 모리야마 번
  - 가시마군 - 막부령 ・ 하타모토령 ・ 미토 번 ・ 무쓰 모리야마 번
  - 나카군 - 미토 번
  - 구지군 - 미토 번
  - 다가군 - 막부령 ・ 하타모토령 ・ 마쓰오카 번(松岡藩) ・ 미토 번 ・ 무사시 가와고에 번(川越藩)
- 게이오(慶応) 4년
  - 6월 27일(1868년 8월 15일) - 미카미 번사(三上藩士) 가유카와 미쓰아키(粥川光明)가 히타치 지현사(常陸知縣事)로 임명되어 니이하리군 · 마카베군 · 쓰쿠바군 · 이바라키군 · 다가군 및 가시마군의 일부 막부령 · 하타모토령을 관할한다.
  - 7월 2일(1868년 8월 19일) - 구루메 번사(久留米藩士) 시바야마 덴(柴山典)이 아와(安房) 시모우사의 지현사로 임명되어, 가와치군 ・ 시다군 ・ 나메카타군 및 가시마군의 일부 막부령 ・ 하타모토령을 관할한다.
  - 9월 24일(1868년 11월 8일) - 보신 전쟁(戊辰戦争) 뒤의 처분으로 센다이 번이 폐번당하고, 쓰쿠바군 ・ 가와치군 ・ 시다군의 옛 센다이 번 영지는 히타치 지현사의 관할로 넘어간다.
- 메이지 원년 12월 14일(1869년 1월 26일) - 보신전쟁 뒤의 처분으로 세키야도 번이 감봉당하고, 시다군 내의 영지는 아와 시모우사 지현사의 관할로 넘어간다.
- 메이지 2년
  - 2월 9일(1869년 3월 21일) - 히타치 지현사의 관할 구역에 와카모리현(若森県) ・ 아와 시모우사 지현사의 관할 지역에는 미야자쿠현(宮谷県)이 세워진다.
  - 6월 22일(1869년 7월 30일) - 후츄 번에 지번사(知藩事)가 임명되면서 이시오카 번(石岡藩)이 된다.
  - 11월 1일(1869년 12월 3일) - 데와 나가토로 번이 번청(藩廳)을 옮겨 가즈사 오아미 번(上総大網藩)이 된다. 비지령은 존속.
- 메이지 3년 12월 24일(1871년 2월 13일) - 무쓰 모리야마 번이 가시마군으로 번청을 옮겨 마쓰카와 번(松川藩)이 된다.
- 메이지 4년
  - 쓰치우라 번의 영지 대체에 따라 시다군의 전역이 쓰치우라 번의 관할이 된다.
  - 2월 8일(1871년 3월 28일) - 야타베 번이 시모쓰케 모치 번(下野茂木藩)에 전봉(転封). 쓰쿠바군의 비지령은 존속.
  - 2월 17일(1871년 4월 6일) - 가즈사 오아미 번이 가와치군으로 번청을 옮기면서 류자키 번(龍崎藩)이 된다.
  - 7월 14일(1871년 8월 29일) - 폐번치현(廢藩置縣)에 따라 번의 영지는 미토현 ・ 쓰치우라현 ・ 가사마현 ・ 마쓰오카현 ・ 이시오카현 ・ 시모다테현 ・ 시즈쿠현 ・ 류자키현 ・ 우시쿠현 ・ 아소 현 및 모키현 ・ 마에바시현 ・ 유우키현 ・ 세키야도현 ・ 사쿠라현 ・ 가와고에현 ・ 이와쓰키현 ・ 요도현 ・ 미네야마 현의 비지(飛地)가 된다.
  - 10월 28일(1871년 12월 10일) - 제1차 부현 통합(府縣統合)으로, 마에바시 현은 폐지되고 그 비지는군마현(群馬縣, 제1차)의 관할이 된다.
  - 11월 2일(1871년 12월 13일) - 제1차 부현 통합으로 미네야마 현이 폐지되고, 비지는 도요카와현(豊岡縣)의 관할이 된다.
  - 11월 14일(1871년 12월 25일) - 제1차 부현 통합으로 마카베군 ・ 이바라키군 ・ 나카군 ・ 구지군 ・ 다가군이 이바라키현(茨城縣) ・ 니이하리군 ・ 쓰쿠바군 ・ 가와치군 ・ 시다군 ・ 나메카타군 ・ 가시마군이 니이하리현(新治縣)의 관할이 된다.
- 메이지 8년(1875년) 5월 7일 - 제2차 부현 통합으로, 니하리 현 가운데 히타치 국은 이바라키 현, 시모우사 국은 지바현(千葉縣)에 합병. 히타치 국 전역이 이바라키 현의 관할이 되어 현재에 이른다.

## 주요 시설

### 고쿠후(國府)
《와묘쇼(和名抄)》에 따르면 히타치 국의 고쿠후(國府)는 이바라키군에 있었다. 설치 시기는 《일본서기(日本書紀)》에 따르면 다이카(大化) 2년(646년) 이후라고 하며, 후츄 성(府中城)터가 있는 지금의 이시오카 시립 이시오카 소학교를 고쿠후의 자취로 비정하고 현재 발굴이 진행 중인데, 고쿠분지(國分寺) 같은 옛 기와나 건물 흔적이 나오기는 했지만 아직 이것이 고쿠후의 일부인지는 확증을 얻지 못하고 있다. 또한 이시오카 시내에 고쿠후가 위치해 있었을 가능성도 있으며, 가마쿠라 시대의 고문서에 「옛 고쿠후(古國府)」라는 문언이 나와있는 것으로 미루어 「지금의 고쿠후(現國府)」라 불린 곳도 있었을 것으로 추정하지만 확실한 것은 없다.
군아(郡衙) 유적은 대체로 다음과 같이 그 위치가 비정되고 있다.
- 니이하리군 - 마카베군 쿄와마치(協和町)의 옛군
- 마카베군 - 마카베군 마카베마치(真壁町)의 옛 성 ・ 겐보지(源法寺)
- 쓰쿠바군 - 쓰쿠바시(つくば市) 히라사와(平沢)
- 가와치군 - 쓰쿠바시 가네다다이(金田台)
- 시다군 - 불명
- 나메카타군 - 나메가타군 다마쓰구리마치(玉造町) 내로 여겨진다.

- 가지마군 - 가시마시(鹿嶋市) 가노무카이(神野向)
- 나가군 - 미토시(水戸市) 와타리(渡里)
- 구지군 - 구지군 가나사고마치(金砂郷町) 구스리야(薬谷) ・ 오사토(大里)
- 다가군 - 다카하기시(高萩市) 시내로 여겨진다.
- 이바라키군 - 이시오카시(石岡市) 이바라키

## 지역
- 니이하리군(일본어판)(新治郡)
- 마카베군(真壁郡)
- 쓰쿠바군(筑波郡)
- 가와치군(河内郡)
- 시다군(信太郡)
- 이바라키군(일본어판)(茨城郡)
- 나메가타군(行方郡)
- 가시마군(鹿島郡)
- 나카군(那珂郡)
- 구지군(久慈郡)
- 다가군(多賀郡 / 多珂郡)

### 에도 시대의 번
히타치 국에는 메이지 유신을 맞이했던 번(藩)으로 미토번(水戸藩)이 있었고, 그 미렌시(御連枝)로서 후츄 번(府中藩), 시시도 번(宍戸藩), 그리고 그에 딸린 가로(家老)였다가 메이지 이후에 독립한 마쓰오카 번(松岡藩), 그 밖에도 쓰치우라 번(土浦藩), 카사마 번(笠間藩), 시모타테 번(下館藩), 야타베 번(谷田部藩), 아소 번(麻生藩), 우시쿠 번(牛久藩), 시모쓰마 번(下妻藩)이 있다.
메이지 원년부터 폐번치현(廢藩置縣)까지의 기간 동안 번으로 세워진 것은 시즈키 번(志筑藩), 마쓰카와 번(松川藩), 류가사키 번(龍ヶ崎藩)이 있다.

## 인물

### 히타치노카미
- 몬무 천황(文武天皇) 4년(700년) 10월 : 구다라노코니키시 토호(百濟王遠寶)
- 와도(和銅) 원년(708년) 3월 : 아베노 고마아키마로(阿倍狛秋麻呂)
- 와도 7년(714년) 10월 : 이시카와노 나니와마로(石川難波麻呂)
- 요로(養老) 3년(719년) : 7월 후지와라노 우마카이(藤原宇合)
- 덴표(天平) 9년(737년) : 1월 사카모토 오토마사(坂本宇頭麻佐)
- 덴표 18년(746년) 4월 : 이소노카미 오토마로(石上乙麻呂)
- 덴표 19년(746년) 9월 : 기노 이이마로(紀飯麻呂)
- 덴표쇼호(天平勝寶) 4년(752년) : 6월 구다라노코니키시 교후쿠(百済王敬福)
- 덴표호지(天平寶字) 2년(758년) : 6월 사에키노 아즈마히토(佐伯毛人)
- 덴표호지 7년(763년) 1월 : 후지와라노 기요카와(藤原清河)
- 덴표호지 8년(764년) 10월 : 이소노카미 야카쓰구(石上宅嗣)
- 호키(寶龜) 8년(777년) 10월 : 후지와라노 오구로마로(藤原小黒麻呂)
- 엔랴쿠(延曆) 원년(782년) 6월 : 기노 후나모리(紀船守)
- 엔랴쿠 21년(802년) 1월 : 오오하라(大原) 아무를 임면.
- 엔랴쿠 24년(805년) 8월 : 기노 나오히토(紀直人). 임지에서 사망함.
- 엔랴쿠 24년(805년) 9월 : 다치바나노 야스마로(橘安麻呂)
- 다이도(大同) 원년(806년) : 1월 시타가도노 왕(下葛野王)
- 다이도 원년(806년) 2월 : 와키 로쿠마로(和入鹿麻呂)
- 고닌(弘仁) 2년(811년) 1월 : 스가노 마미치(菅野真道)
- 고닌 5년(814년) 7월 후지와라노 후타키마로(藤原福当麻呂)
- 덴초(天長) 원년(824년) 6월 사에키 기요미네(佐伯淸岑)
- 덴초 3년(826년) 간나비노 다카나오(甘南備高直)

#### 히타치의 친왕 태수
- 덴죠 3년(826년) 가야 친왕(賀陽親王) - 간무 천황의 제10황자.
- 덴죠 7년(830년) 1월: 가즈라와라 친왕(葛原親王) - 간무 천황의 제3황자. 간무 헤이시(桓武平氏)의 시조.
- 죠와(承和) 원년(834년) 1월: 가도이 친왕(葛井親王) - 간무 천황의 제12황자. 생모는 사카노우에노 다무라마로의 딸 하루코(春子).
- 죠와 5년(838년) 1월: 다다요시 친왕(忠良親王)
- 죠와 7년(840년) 1월: 가즈이 친왕 재임
- 죠와 11년(844년) 1월: 가즈라와라 친왕 재임
- 죠와 15년(848년) 1월: 도키야스 친왕(時康親王) - 훗날 고코 천황으로 즉위함.
- 닌쥬(仁壽) 3년(853년): 나카노 친왕(仲野親王) - 간무 천황의 황자.
- 사이코(斉衡) 4년(857년): 사네야스 친왕(人康親王) - 닌묘 천황의 제4황자.
- 조간(貞寬) 2년(860년) 1월: 가야 친왕
- 조간 6년(864년) 1월: 고레타카 친왕(惟喬親王) - 몬토쿠 천황(文德天皇)의 제1황자.
- 조간 10년(868년) 1월: 고레히코 친왕(惟彦親王) - 몬토쿠 천황의 제3황자.
- 조간 14년(872년) 2월: 고레히사 친왕(惟恒親王)
- 조간 18년(876년) 2월: 고레히코 친왕
- 간교(元慶) 4년(880년) 1월: 도키야스 친왕
- 간교 8년(884년) 3월: 사다타카 친왕(貞固親王) - 세이와 천황의 황자.

### 히타치노스케
히타치 국이 친왕임국이 된 이래로 히타치노스케는 히타치 국의 실질적인 장관이었고, 관위도 요로율령의 관위령에서 정한 대국(大國)의 스케와 같은 정6위하가 아니라 종5위 이상이었다는 점은 중요하다.
덧붙여 《겐지모노가타리(源氏物語)》에도 가공의 인물로 '히타치노스케'가 등장한다.
- 오토모노 오토마로(大伴弟麻呂) - 엔랴쿠 2년(783년) 임관.
- 후지와라노 오쓰구(藤原緒嗣) － 엔랴쿠 10년(791년)부터 16년(797년) 7월까지 부임하였다.
- 후지와라노 고레유키(藤原維幾) - 다이라노 마사카도(平將門)의 난 때 현지의 고쿠시였다.
- 미나모토노 요시미쓰(源義光) - 간토쿠(寛徳) 2년(1045년)부터 다이지(大治) 2년(1127년) 10월 20일(11월 25일)까지 부임하였다.
- 후지와라노 사네무네(藤原実宗) - 가조(嘉承) 2년(1107년) 전후 부임.
- 다이라노 이에모리(平家盛) - 다이라노 기요모리(平淸盛)의 동생. 1147년 임관.
- 다이라노 요리모리(平賴盛) - 다이라노 기요모리의 동생. 규안(久安) 2년(1149년) 임관, 호겐(保元) 3년(1158년) 중무권대보(中務權大輔) 겸임으로 재임.
- 다이라노 쓰네모리(平經盛) - 다이라노 기요모리의 동생. 1156년 임관.
- 다이라노 노리모리(平敎盛) - 다이라노 기요모리의 동생. 1160년 임관
- 시마즈 다다카게(島津忠景) － 분에이(文永) 4년(1267년)부터 에이닌(永仁) 3년(1295년)까지 부임하였다.
- 사타케 사다요시(佐竹貞義) － 고안(弘安) 10년(1287년)부터 조헤이(正平) 7년/분나(文和) 원년(1352년) 9월 10일(10월 18일)까지 부임하였다.

### 슈고(守護)

#### 가마쿠라 막부(鎌倉幕府)
- 1189년~1203년 - 핫타 도모이에(小田知家)
- 1228년~? - 핫타 도모시게(小田知重)
- 1248년~1250년 - 시시도 구니이에(宍戸国家)
- 1301년~? - 핫타 무네토모(小田宗知)
- 1315년~? - 시시도 도키이에(宍戸時家)
- 1317년~? - 사노스케 도키쓰나(佐介時綱, 호조 도키쓰나北条時綱)
- ?~1333년 - 핫타 씨(小田氏) ・ 시시도 씨(宍戸氏)

#### 무로마치 막부(室町幕府)
- 1335년~1352년 - 사타케 사다요시(佐竹貞義)
- 1352년~1362년 - 사타케 요시아쓰(佐竹義篤) - 사타케 9대 당주
- 1362년~1389년 - 사타케 요시노부(伊予守) - 10대 당주
- 1389년~1407년 - 사타케 요시모리(佐竹義盛)
- 1407년~? - 사타케 요시히토(佐竹義人)
- 1425년~? - 사타케 스케요시(佐竹祐義)